# Сад Маркессак
Сад Маркессак (фр. Jardins de Marqueyssac) — садово-парковый комплекс во французской коммуне Везак, расположенной в департаменте Дордонь (прежняя провинция Перигор) административного региона Аквитания.
Сад включен в национальный список «Выдающихся садов Франции» (фр.).
Сад Маркессак расположен на территории одноимённой усадьбы (шато), находящейся в частной собственности семьи, история которой восходит к XVII веку. Маркессак является одним из самых красивых романтических садов XIX века.
Исторический парк площадью 22 га устроен вокруг усадьбы XVIII века. Изначально здесь был классический французский парк, устройство которого приписывается ученику знаменитого Андре Ленотра. Между 1830 и 1840 годами очередной владелец Жюльен Бессьер построил часовню и главную аллею парка длиной 100 метров для конных прогулок. И уже в 1860-х годах новый владелец усадьбы начал высаживать самшит в большом количестве, добавив позже липу, кипарис и пинию, привезённые из Италии.
Помимо парка в садах устроено свыше 6 километров тенистых прогулочных аллей, которые обсажены 150 000 вековыми самшитами, стриженными вручную. Сады украшены бельведерами, рокайлями, каскадными водопадами и зелёными театрами.
В Маркессаке мастера топиара реализовали на самшите свои оригинальные идеи. Извилистые дорожки парка типичны для планирования садов во Франции в эпоху Наполеона III. Округлость форм и волнистая высота самшитов придают садам Маркессака лёгкость и романтичность, а также гармоничность с холмами долины реки Дордонь, образуя единое целое с окружающей местностью.
Устроенный на скалистом отроге, парк доминирует над долиной с обрывистыми склонами. Часто сады называют Бельведером Дордони, поскольку с его 130 метровой высоты открываются самые прекрасные панорамные виды на окружающий перигорский ландшафт. Уникальность этой «смотровой площадки» состоит в том, что отсюда видно всю речную долину с её замками и красивыми французскими деревушками Бейнак-э-Казнак, Кастельно-ла-Шапель, Ла-Рок-Гажак и Дом.
Владелец усадьбы Маркессак имел честь принимать в своём перигорском владении, расположенном на отвесном обрыве, будущего папу Пия X. В садах до сих пор можно видеть место, где кардинал любил предаваться размышлениям.
Начиная с 1996 года «висячие сады» Маркессака (висячие, поскольку возвышаются над долиной Дордони) открыты для посещения круглый год.
В период летних отпусков, в июле и августе, по четвергам в садах устраиваются ночные представления, названные «Маркессак при свечах», куда открыт свободный вход. В эти вечера сады подсвечиваются множеством свечей, установленных на всех аллеях парка. В парке работает кафе с прохладительными напитками и лёгкими закусками.
В 2011 году среди всех туристических объектов Дордони сады Маркессака заняли третье место по числу посещений, приняв 190 000 туристов.